# Streptocarpus kimbozanus
Streptocarpus kimbozanus är en tvåhjärtbladig växtart som beskrevs av Brian Laurence Burtt. Streptocarpus kimbozanus ingår i släktet Streptocarpus och familjen Gesneriaceae. Inga underarter finns listade i Catalogue of Life.